# Cursilho
O Cursilho (também conhecido como Movimento de Cursilhos de Cristandade) é um movimento eclesial de evangelização cristã.

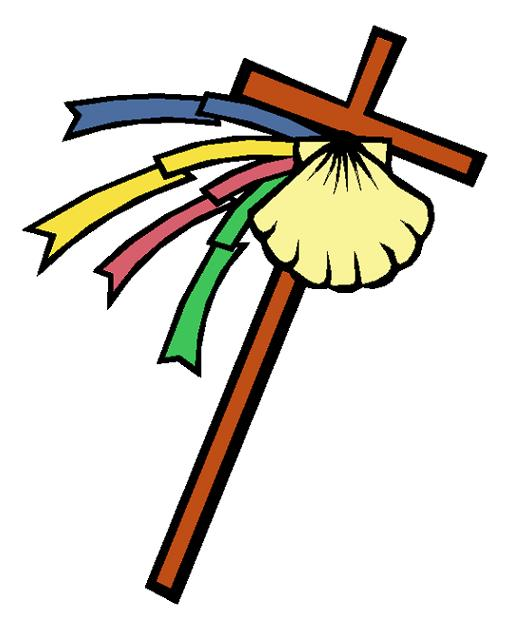
Logotipo do Cursilho da Cristandade.

## Origem
Surgiu na Igreja Católica Apostólica Romana, no seio da Ação Católica Espanhola do início do século XX. 
Nos dias atuais, o movimento foi adaptado e se expandiu para outras denominações, sendo realizado também por diversas igrejas de confissão protestante, no mundo todo.

## Catolicismo
No Brasil, o Cursilho foi trazido inicialmente à Arquidiocese de Campinas, tendo a primeira edição realizada na cidade de Valinhos, no ano de 1962.

### História
O Movimento de Cursilhos de Cristandade ou “Pequeno Caminho” - modo como era conhecido inicialmente -, teve seu início no singular contexto social, econômico, político e religioso da Espanha nas décadas de 1930-1940. Coube a iniciativa à Juventude da Ação Católica Espanhola (JACE) da Diocese de Palma de Maiorca (Ilha de Maiorca, Espanha), encorajada por seus assistentes eclesiásticos e por seu Bispo, D. Juan Hervás.
Participando de peregrinações promovidas pela JACE a destacados Santuários nacionais - especialmente a preparação e realização da grande Peregrinação de 100.000 jovens a Santiago de Compostela, em agosto de 1948 -, intuíram eles a “obra dos Cursilhos”. Aqueles cursillos ("cursinhos", em espanhol) eram feitos em preparação à peregrinação, ministrados a milhares de jovens por toda a Espanha. Com o sucesso da iniciativa, a prática foi repetida por vários outros anos, até ganhar estatuto de movimento eclesial, adotando direcionamento mais amplificado e assumindo identidade própria. Marcado por essa sua origem “peregrinante”, o MCC guarda, ainda hoje, algumas tradições típicas, como por exemplo, o uso do termo Ultreya (palavra espanhola derivada do latim com significado de "ir mais adiante", "caminhar mais além com entusiasmo") para designar encontros de cursilhistas, além de materiais como o “Guia do Peregrino” (pequeno livro de orações), utilizado sobretudo nos retiros.
Um eixo doutrinário específico, constituído pelo anúncio jubiloso do Evangelho, através de um método próprio - querigmático-vivencial - facilitaram a conversão entusiasmada de muitos jovens e sua inscrição nas fileiras da JACE. A conquista do mundo para Cristo era sua bandeira - o que denota, ainda, o caráter cristocêntrico do Movimento, mantido até hoje. Esse foi o objetivo específico daqueles primeiros Cursilhos, denominados “Cursilho de Formação e Apostolado” - o primeiro, em janeiro de 1949. Outros vieram na sequência, com o tema “Cursilhos de Juventude” e, por fim, “Cursilhos de Conquista”, em 1952-53.
Alguns jovens sacerdotes da Diocese de Palma de Maiorca que trabalhavam com a Ação Católica e com a JACE, estavam naturalmente influenciados pelas ainda recentes Encíclicas Mystici Corporis (1943) e Mediator Dei (1947), do Papa Pio XII. Um deles chegara recentemente de Roma, após titulação de doutorado em Teologia e, segundo suas próprias palavras, "Tinha obsessão por explicar às pessoas a verdadeira dimensão do cristianismo a partir da consciência do que era a Graça de Deus", tendo levado "(...) à reunião dois tratados teológicos: De gratia Redemptoris ('Sobre a graça do Redentor', de Lennerz), e o volume correspondente da sinopse de Tanquerey".[carece de fontes?]

### O Carisma
O Cursilho destaca-se por ser um Movimento eclesial voltado a um primeiro anúncio explícito do ideal evangélico apresentado por Jesus Cristo (kerigma), com o propósito de despertar novas lideranças - preferencialmente, cristãos batizados que estejam afastados da Igreja -, a fim de que se tornem evangelizadoras de suas realidades particulares (denominadas "ambientes").
O chamado carisma da organização, assim, volta-se ao alcunhado propósito de difundir o fundamental cristão através da "Evangelização de Ambientes".
Esse anúncio é feito por meio de palestras ("Mensagens", antigamente denominadas Rollos), proferidas por pessoas que já passaram pela experiência do retiro - equipe de "responsáveis", formada em geral, por cristãos de caráter Leigo (Cristianismo) -, apresentadas às pessoas que estão participando do encontro pela primeira vez (alcunhadas de "neocursilhistas").

### O Método
A entrada do participante no Movimento se dá por meio da indicação de outras pessoas que já participaram do Cursilho e realiza-se em três fases ou etapas:
- Pré-Cursilho ("PRÉ"), formado por uma metodologia na qual o candidato é introduzido ao carisma do MCC, Momento em que o candidato toma conhecimento da proposta que lhe será feita no Cursilho ( Segundo tempo do método). São os próprios cursilhistas (aqueles que já foram inseridos no movimento) os responsáveis por fazer a escolha, o convite e assumir ara si o compromisso de ser "padrinho"desse neo.
- Cursilho, propriamente dito ("CUR"), retiro espiritual de dois ou três dias, nos quais a mensagem será proclamada;
- Pós-Cursilho ("PÓS"), sequência na qual se espera que o novo cursilhista venha a dar vida às reflexões promovidas e aos propósitos assumidos, ambientado no contexto de suas realidades particulares e da Escola Vivencial do Movimento (ou outras pastorais, movimentos ou serviços da Igreja).

### O estilo de proclamação da mensagem no CUR
O mecanismo característico de proclamação da mensagem do Movimento surgiu a partir do seu cunho vivencial, testemunhal, simples, honesto e transparente, ainda que o entusiasmo daí resultante pudesse tocar, de preferência, na emotividade das pessoas - o que não deixava de ser sumamente oportuno. Aos poucos, amoldou-se à tônica querigmático-vivencial, prevalecente até os dias de hoje.
Como projeto e iniciativa da JACE, a “obra dos Cursilhos” expandiu-se por quase todas as dioceses da Espanha - embora contasse, também, com muitos adversários, tanto no seio da própria Ação Católica, como do clero. Diante de Roma e dos demais Bispos da Espanha, D. Juan Hervás assumiu pessoalmente a responsabilidade pela obra, dando a ela apoio efetivo, orientação pastoral e defendendo-a das acusações de que era vítima. Isso lhe valeu a transferência da Diocese de Maiorca para a de Ciudad Real. Em Maiorca, os Cursilhos, postos sob suspeita, foram praticamente suspensos pelo sucessor de D. Hervás, Mons. Enciso Viana, enquanto alguns dos iniciadores eram reduzidos ao silêncio. A suspensão provisória durou até fins de 1957, quando então, após revisões, os Cursilhos voltaram a ser organizados.
Em 1953, na 15ª Assembleia Geral da JACE, tentando resolver dificuldades internas de relacionamento e de estrutura, D. Hervás deu àqueles cursillos o nome de "Cursilho de Cristandade": "(...) felicitação, sobretudo, por estes abençoados ‘cursilhos de Cristandade’, que têm a sorte, como Jesus Cristo, de ser ‘sinal de contradição, postos para tropeço e contradição de muitos’", foram suas palavras entusiasticamente aplaudidas (cf. CAPÓ, Jaime, Cursillos de Cristandad, Ed. Águas Buenas, Porto Rico, 1989).
Procurava-se explicar que o termo “cristandade” não tencionava caracterizar uma volta à Igreja medieval, mas de uma tentativa de fazer com que o mundo, “de costas para Deus” (como se dizia), se "transformasse em cristão”, pela ação de uma “cristandade”.
O Movimento prefigurou uma tendência culminada posteriormente nas reformas promovidas pelo Concílio Vaticano II.

### O Método
O Cursilho utiliza-se, em sua estrutura, do Método VER-DISCERNIR-AGIR, inspirado no contexto da Ação Católica pelo Cardeal belga Josef-Léon Cardijn.
Por esse mecanismo, propõe-se uma análise conjuntural da realidade em que se insere o cursilhista (VER), posta à luz dos critérios de valores do Reino de Deus (DISCERNIR), a fim de que se direcione à assunção de um compromisso (AGIR), voltado à mudança do paradigma potencialmente negativo.
Toda a dinâmica de acontecimento dos fatos, contudo, é reservada à experiência do CUR, cujo conteúdo deve ser mantido em "sigilo" por seus participantes.

### "Alavanca"
Durante a realização do CUR, comunidades do mundo inteiro permanecem em oração, pedindo a Deus pelo sucesso das atividades do retiro.
Essa prática é conhecida, no meio cursilhista, como "Alavanca", numa metáfora do que ela representa e do que dela se espera: que a intercessão da comunidade orante impulsione o ambiente em que se reúnem os participantes, a fim de que façam a experiência de um profundo encontro com Deus, transformador da própria vida e das realidades em que se vive.

## Protestantismo
No meio protestante, vale salientar que, em 1972, alguns membros da Igreja Episcopal,
com elementos de outras igrejas evangélicas, organizaram o primeiro cursilho ecumênico. Foi chamado de "Três Dias", porque a Igreja Católica não permitiu o uso do nome "Cursilho". Não obstante, o movimento "Três Dias" foi zeloso em seguir os princípios ortodoxos do movimento.
Em 1984, a Igreja Episcopal Anglicana do Brasil, na Diocese do Recife, implanta este movimento a partir da Catedral Anglicana do Recife - Paróquia da Trindade, tendo como Deão o Rev. Paulo Garcia. Esse Reverendo e sua equipe implantaram o MCC - Movimento Cursilhista da Cristandade, estendendo-o a outras denominações, isto até o início do ano 2003. Daí, então temos a Igreja Episcopal Carismática do Brasil, cujo Arcebispo é Dom Paulo Garcia, dando continuidade a este ministério, que iniciou na década de oitenta, sendo o Arcebispo Dom Paulo um ícone do Movimento Cursilhista no Brasil.